# Páramo

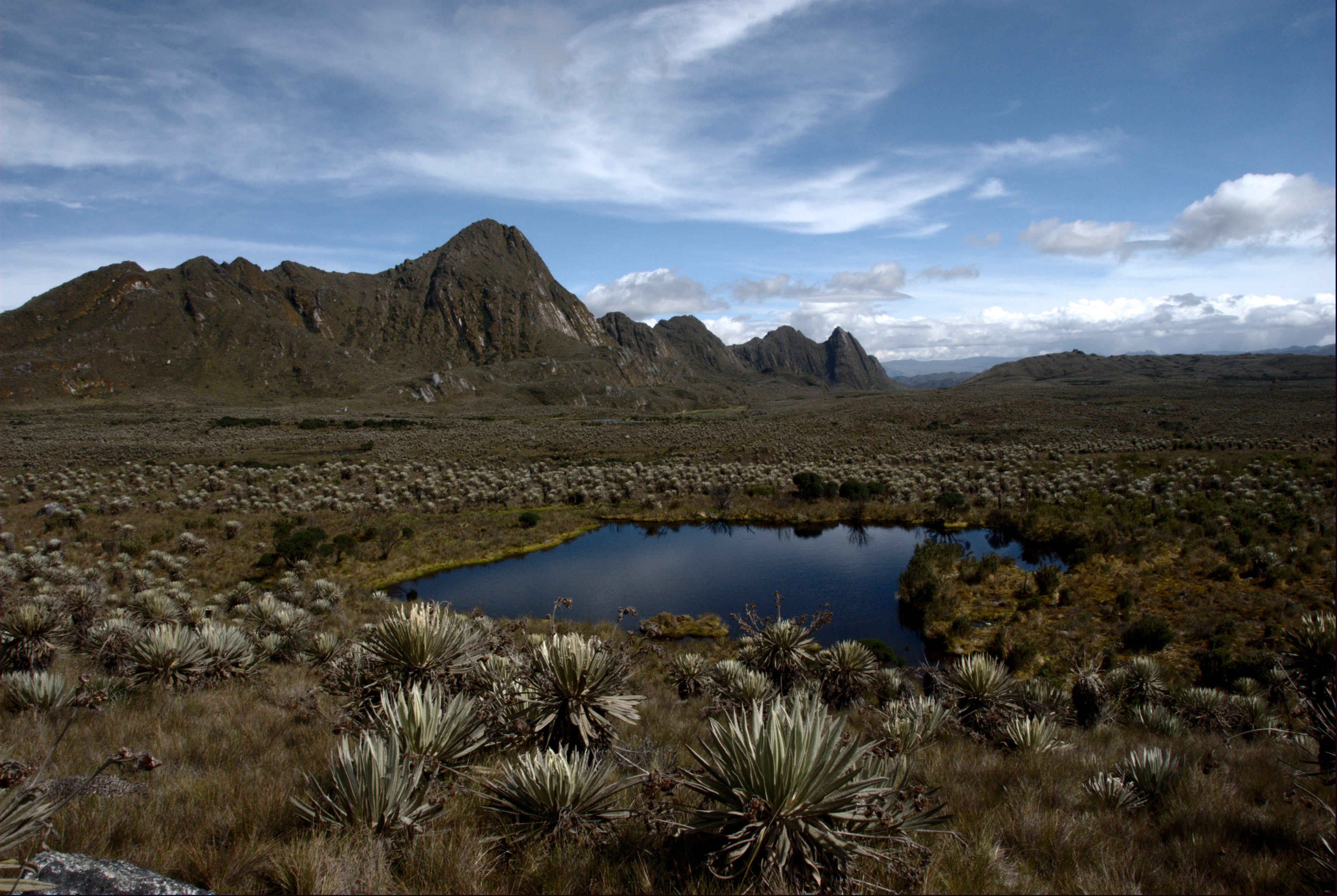
Páramo

Páramo (starošpanělsky „špatná, bezlesá země“) je vegetační forma bezlesých vysokohorských stepí ve vlhkých tropických rovníkových horách Jižní Ameriky. Termín pochází z jihoamerických And, ale dnes se používá také pro podobnou vegetaci v Cordillera de Talamanca v Kostarice a Panamě a pro podobné rostlinné formace v horách východní Afriky a Nové Guineje. Největší oblasti párama se rozprostírají od Kolumbie přes Ekvádor až po severní Peru, kde se vyskytují nad hranicí místních mlžných lesů v nadmořské výšce přibližně 3500 až 4500 m (maximálně 5100 m) ve vlhkém klimatu. Podobné výšky platí pro celý tropický pás.

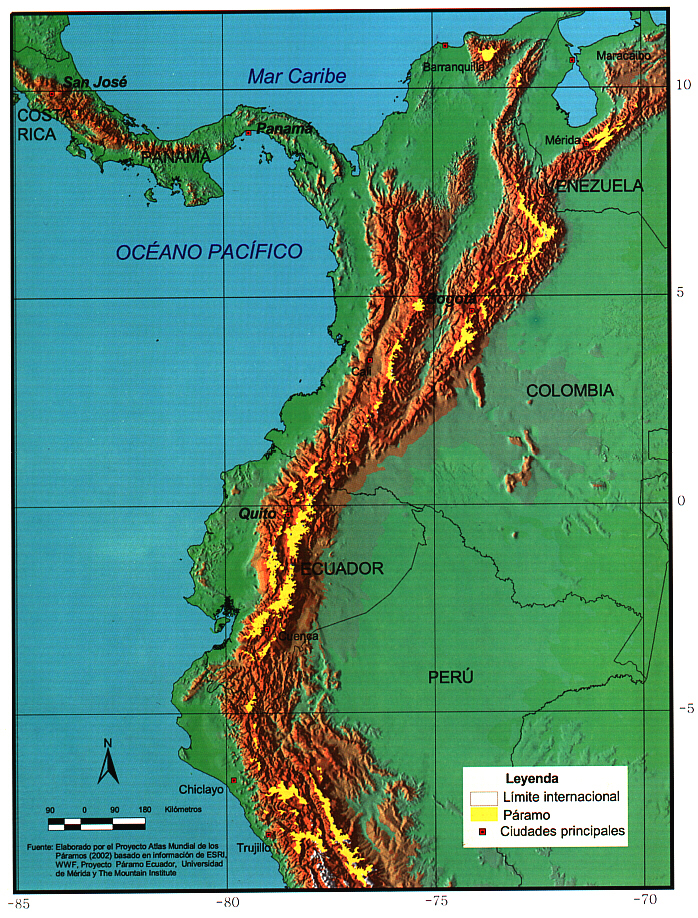
Rozšíření párama v Jižní Americe (žlutě)

## Klimatické podmínky

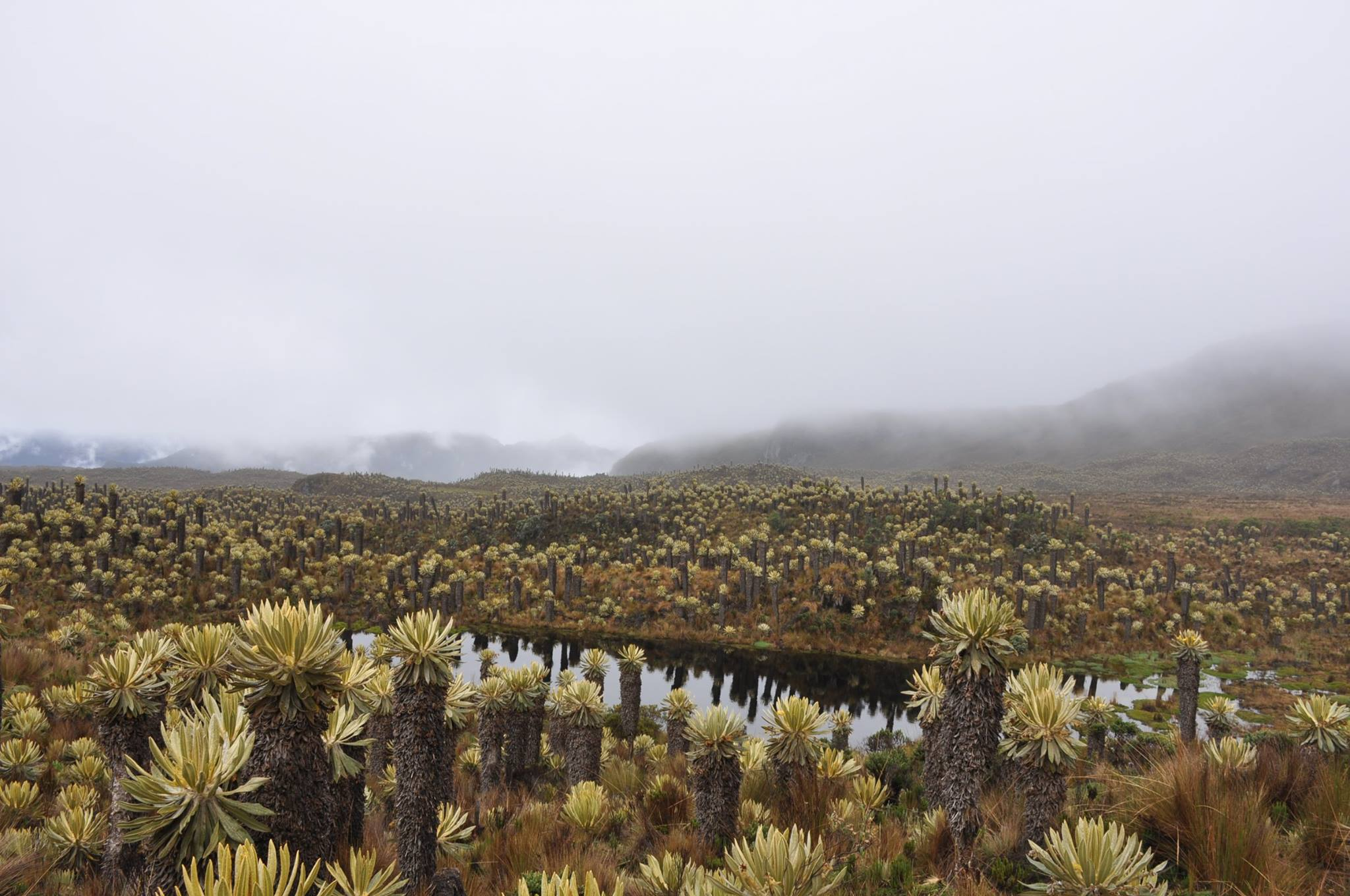
Typickými rostlinami párama jsou růžicovité klejovky

Na rozdíl od horské stepi zvané puna na jihu (přibližně od 15° jižní šířky) se páramo nevyznačuje sezónním kolísáním klimatu, ale denním kolísáním: Teploty se tak v průběhu roku pohybují od 8 °C přes den až po −3 °C v noci a jsou doprovázeny rychlými změnami počasí. S průměrným ročním úhrnem srážek 1000 až 2000 mm a relativní vlhkostí vzduchu kolem 75 % a častými mlhami se jedná o vlhké podnebí. V nejvyšších nadmořských výškách And je půda trvale zmrzlá do hloubky 20 cm.

## Vegetace a flóra
Charakteristickými prvky jsou vysoké trsnaté trávy a růžicovité rostliny s obrovským množstvím listů. V půdě je silná vrstva černého humusu s hodnotou pH 3,8 až 4,0. Růst rostlin probíhá pomalu, ale plynule a vede k vysokému stáří rostlin. Zemědělství je možné pouze ve formě pastvy lam a alpak. Někteří autoři předpokládají, že travnaté plochy páramo se vyvinuly až v důsledku staleté pastvy iniciované člověkem, a představují tak antropogenní biom.
Ve vegetaci párama lze rozlišujit několik výškových stupňů: subpáramo, vlastní páramo a superpáramo.
Subpáramo tvoří přechod mezi horskými lesy a vysokohorským páramem. V subpáramu, neboli vlhkém tropickém pásmu „kosodřeviny“, se daří keřům, jako jsou cesmíny nebo hvězdnicovité rostliny pomíšenka (Baccharis) a nestarka (Ageratina), které mohou být vysoké až 3 m.
Ve vlastním páramu keře ustupují nebo se vyskytují pouze v zakrslých formách. Do popředí se dostávají kapradiny a vytrvalé byliny. Nápadné jsou zejména nadměrně velké rostliny z různých čeledí, jako jsou hvězdnicovité (Asteraceae), zvonkovité (Campanulaceae) a broméliovité (Bromeliaceae). Dominantními životními formami jsou růžicovité rostliny, např. klejovky (Espeletia, místně „frailejones“) nebo rod Culcitium, a trsnaté trávy (převážně třtiny a kostřavy). Roste zde řada druhů plavuní, především z rodu Phlegmariurus.
Přechod z párama do mrazové vegetační zóny, neboli superpáramo, charakterizuje silné zastoupení půdopokryvných lišejníků a mechů, které jsou schopny uchovávat velké množství vody. Flóra odolných cévnatých rostlin zahrnuje zvláštní miříkovitou rostlinu Azorella pedunculata a druhy z čeledí Asteraceae, Fabaceae a Ericaceae.

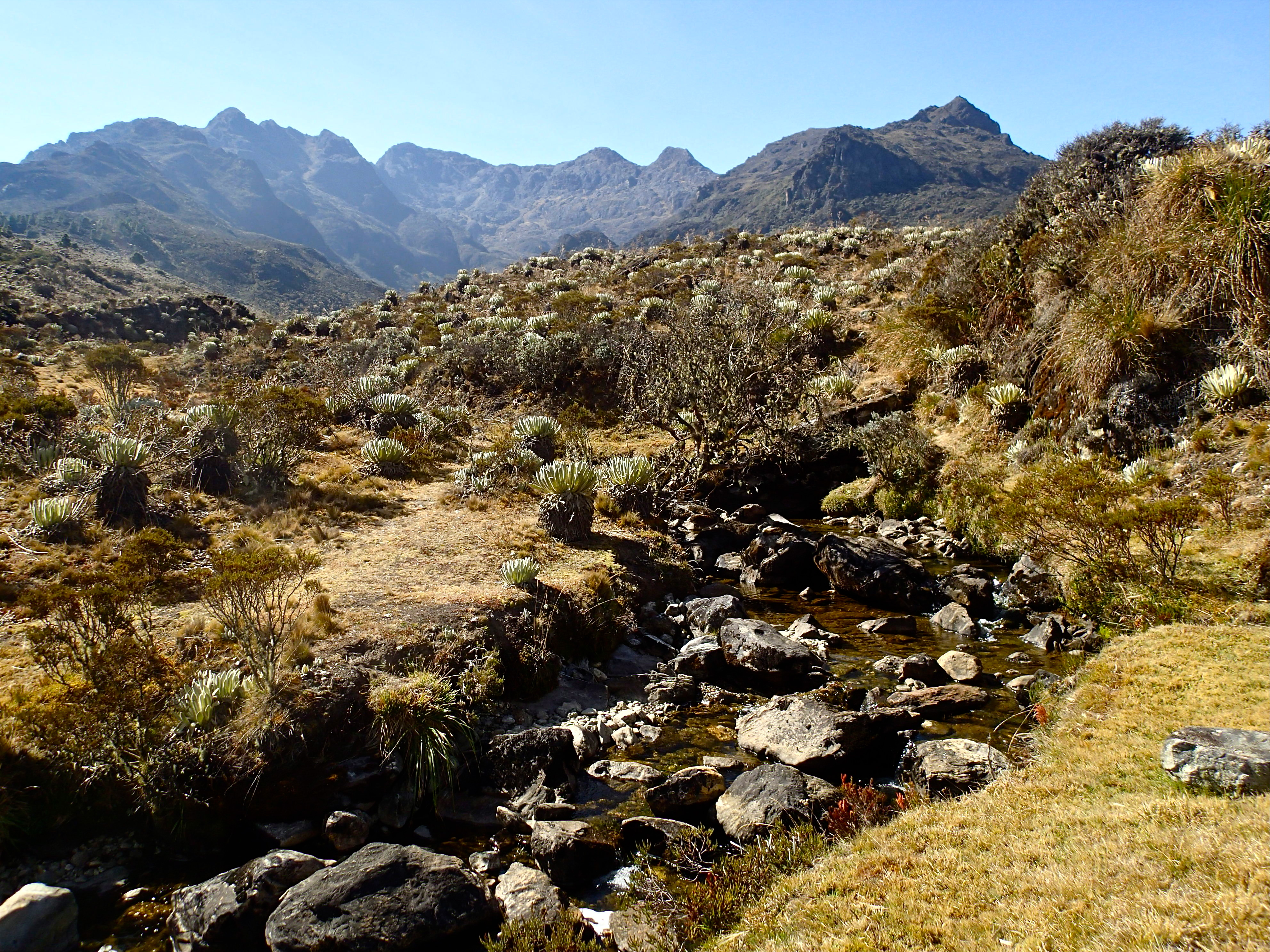
Páramo ve vysokých horách Venezuely

## Fauna
Fauna párama je poměrně chudá na druhy a s rostoucí nadmořskou výškou se zmenšuje. Ze savců jsou nejznámější medvěd brýlatý, lamy, vačice a zajíci, z ptáků pak různé druhy od kolibříků až po kondora. Přestože jsou páramos poměrně chladné, vyskytuje se zde i řada malých žab, které se vyvíjejí přímo ve vajíčku bez larválního stádia, které by volně plavalo ve vodě, včetně druhů rodů Bryophryne, Phrynopus, Noblella, Psychrophrynella a Lynchius.

## Využití, ohrožení a ochrana
Zemědělské využití oblastí párama se omezuje na pěstování brambor a extenzivní dálkovou pastvu dobytka, která je velmi podobná starosvětskému pastevectví. Půda se často jeden rok intenzivně obdělává a poté se několik let využívá jako pastvina, aby se půda zotavila. Zejména v blízkosti měst roste poptávka po mléčných výrobcích, a proto nabývá na významu chov na vysokých pastvinách (zejména v Ekvádoru).
Vzhledem k tomu, že vegetace páramu dokáže absorbovat a zadržet velké množství vody, představuje významnou přírodní zásobárnu vody, která napájí prameny i v dlouhých obdobích sucha. Z tohoto důvodu je páramo v mnoha oblastech chráněno. Rozvoj zemědělství a chovu dobytka a s nimi spojená eroze, stejně jako těžba surovin (zlato, uhlí, rudy) tak ohrožují zásobování pitnou vodou okolních měst, což v poslední době vede ke stále častějším konfliktům ve všech zemích.